# Autovía A-33
Die Autovía A-33 oder Autovía Blanca–Fuente la Higuera ist eine Autobahn in Spanien. Die Autobahn beginnt in Blanca, Region Murcia, und endet in Fuente la Higuera.
2012 wurden 30,7 km von Blanca (Anschluss an die Autovía A-30) bis zur N-344 in Jumilla in Betrieb genommen. 2017 folgten die Abschnitte von Jumilla bis Yecla (23,4 km) sowie ein unabhängiger Abschnitt der Ortsumfahrung von Fuente la Higuera (Autovía A-31–Autovía A-35) mit 5 km Länge.
Im Bau sind (September 2017) die Abschnitte der Südumfahrung von Fuente la Higuera (6,5 km) und der Nordanschluss an die Autovía A-31 (1 km); beide sollen 2019 eröffnet werden.
In Planung bzw. Ausschreibung befindlich ist der verbleibende Abschnitt von Yecla bis zur A-31 (23,4 km).

## Streckenverlauf

### Abschnitte
| Position | Kurzbezeichnung des Abschnitts | Abschnitt                                                | km    | Eröffnung                                    |
| -------- | ------------------------------ | -------------------------------------------------------- | ----- | -------------------------------------------- |
| 1        | A-33                           | Zufahrt A-30 (Blanca-Abarán RM-A10)                      | 12,4  | 2012                                         |
| 2        | A-33                           | Abarán RM-A10-N-344 Jumilla                              | 18,3  | 2012                                         |
| 3        | A-33                           | N-344 Jumilla-RM-424 Yecla                               | 23,4  | 2017                                         |
| 4        |                                | RM-424 Yecla-Zufahrt N-344 (Caudete (west))              | 16,42 | in Bau                                       |
| 5        |                                | Zufahrt N-344 (Caudete (west))-Zufahrt Autovía A-31 A-31 | 6,98  | in Planung                                   |
| 6        |                                | A-31-A-35 (Abschnitt A-31-Fuente la Higuera)             | 6,5   | in Bau (Eröffnung voraussichtlich Ende 2019) |
| 7        | A-33                           | A-31-A-35 (Variante Fuente la Higuera)                   | 5     | 2017                                         |
| 8        |                                | A-31-A-35 (Fuente la Higuera-A-35)                       | 1     | in Bau (Eröffnung voraussichtlich Ende 2019) |

### Streckenführung

#### Abschnitt Cieza-Yecla
| Position | höhst zulässige Geschwindigkeit (km/h) | km | Richtung (Fuente la Higuera)                 | Richtung (Cieza)                    | Anschluss an      |
| -------- | -------------------------------------- | -- | -------------------------------------------- | ----------------------------------- | ----------------- |
| 1        |                                        |    | Beginn der A-33; Zufahrt von der A-30        | Ende der A-33 Anschluss an die A-30 |                   |
| 2        |                                        |    | Fuente la Higuera: 90 Valencia: 181          | Cieza: 15 Murcia: 30                | A-30 A-33         |
| 3        | 120                                    | 1  |                                              | Blanca Albacete                     | A-30 N-344 RM-401 |
| 4        | 120                                    |    |                                              | Bahnlinie Chinchilla-Cartagena      |                   |
| 5        | 120                                    | 5  | Abarán Hoya del Campo Blanca                 | Abarán Hoya del Campo Blanca        | RM-A20            |
| 6        | 120                                    | 13 | La Zarza                                     | La Zarza                            | N-344 RM-A20      |
| 7        | 120                                    | 19 | N-344                                        | N-344                               | N-344             |
| 8        | 120                                    | 25 | Pinoso                                       | N-344                               | N-347 RM-427      |
| 9        | 120                                    | 31 | Jumilla                                      | Jumilla Pinoso                      | N-347 RM-427      |
| 10       | 120                                    | 41 | RM-A26                                       | RM-A26                              | RM-A26            |
| 11       | 120                                    | 48 | RM-A26                                       | RM-A26                              | RM-A26            |
| 12       |                                        |    | Yecla: 6 Fuente la Higuera: 35 Valencia: 126 | Jumilla: 30 Cieza: 70 Murcia: 85    | A-33 N-344 RM-424 |
| 13       |                                        |    | Einfahrt der RM-424 Ende der A-33            | Einfahrt der RM-424 Beginn der A-33 |                   |

#### Abschnitt Fuente la Higuera
| Position | höhst zulässige Geschwindigkeit (km/h) | km  | Richtung A-35                          | Richtung A-31                          | Anschluss an |       |
| -------- | -------------------------------------- | --- | -------------------------------------- | -------------------------------------- | ------------ | ----- |
| 1        |                                        |     | Beginn der A-33                        | Ende der A-33 weiter als N-344         |              |       |
| 2        |                                        |     | Xàtiva: 48 Valencia: 93                | Cieza: 103 Murcia: 118                 | A-35 A-33    |       |
| 3        | 120                                    | 86  | Fuente la Higuera Fontanares Ontinyent | Fuente la Higuera Fontanares Ontinyent | N-344 CV-660 |       |
| 4        | 120                                    |     | Bahnlinie Madrid-Valencia              | Bahnlinie Madrid-Valencia              |              |       |
| 5        | 4                                      | 120 | 89                                     | Fuente la Higuera                      |              | N-344 |
| 6        |                                        |     | Fuente la Higuera: 43 Valencia: 88     | Cieza: 108 Murcia: 123                 | A-35 A-33    |       |
| 7        |                                        |     | Zufahrt zur A-35 Ende der A-33         | Zufahrt von der A-35 Ende der A-33     |              |       |

## Größere Städte an der Autobahn
- Blanca
- Fuente la Higuera